# Église Sainte-Marguerite de Sainte-Marguerite-sur-Mer
Pour les articles homonymes, voir Église Sainte-Marguerite.
L'église Sainte-Marguerite est une église catholique située à Sainte-Marguerite-sur-Mer, en France.

## Localisation
L'église est située à Sainte-Marguerite-sur-Mer, commune du département français de la Seine-Maritime. 

## Historique
L'église est bâtie au XIe siècle et agrandie au XVIe siècle. 
L'édifice manque être démoli en 1842. Des travaux sont réalisés sur le chevet en 1827, avec des fonds de la duchesse de Berry, et la nef en 1853, avec l'aide de Napoléon III. 
L'édifice est inscrit au titre des monuments historiques par arrêté du 28 septembre 1921.

## Description
L'église est en grès et tuf.
L'église contient un autel roman du XIIe siècle, des fonts baptismaux Renaissance et des vitraux de Max Ingrand du milieu du XXe siècle.